# とんぼちゃん
とんぼちゃんは、日本のフォークデュオ。1972年に結成。1982年に解散。

## 概要
秋田県出身。メンバーは高校の同級生だった伊藤豊昇と市川善光。伊藤のニックネーム「とよ」と市川のニックネーム「よんぼ」を組み合わせてグループ名とした。

## 来歴
- 1971年、秋田県立能代高校で二人が出会う。
- 1972年、「とんぼちゃん」結成。
- 1974年、全国フォーク音楽祭にて「生活」で準優勝し、作曲賞も受賞。キャニオンレコードから「貝がらの秘密」でデビュー。[1]
- 1977年、グループ名を「とんぼ」に改名。
- 1981年、レコード会社を日本コロムビアへ移籍。[1]
- 1982年6月13日、名古屋港湾会館でのラストコンサートを以って解散。[1]
- 2009年10月4日、市川がブログに「伊藤から連絡があり来年3月にライブをやる」と2人が揃った写真を掲載。[2]
- 2023年3月8日、伊藤豊昇が死去する。67歳没。

## メンバー
- 伊藤豊昇 （いとう とよのぶ）　1955年8月13日生まれ、旧・二ツ井町(現・能代市)出身、愛称・トヨ。解散後はソロデビューするなど音楽界にとどまったが、その後業界を離れた。
  - 稲垣潤一「月曜日にはバラを」、絵夢「19の頃」などを提供も
- 市川善光 （いちかわ よしみつ）　1956年1月4日生まれ、藤里町出身、愛称・ヨンボ。解散後は秋田県にてイベント会社を経営していたが倒産。現在は広島に住みバスツアーの添乗員をしている。
  - 芸能事務所である「River City Office」を構え、ミュージシャンのhàlのマネジメントをしていた時もあった。

## ディスコグラフィ

### シングル

#### リリース名「とんぼちゃん」
- 貝がらの秘密（B面：生活）（キャニオン、1974年9月25日発売、AV-36）
- ひと足遅れの春（B面：愛の音）（キャニオン、1975年1月25日発売、AV-46）
- 白い夏の詩 (うた) （B面：思い出せるかい）（キャニオン、1975年5月25日発売、AV-59）
- 遠い悲しみ（B面：髪）（キャニオン、1975年9月10日発売、AV-68）
- 奥入瀬川（B面：ひなげし）（キャニオン、1976年2月25日発売、AV-77）
- 雨の一日（B面：しあわせ色）（キャニオン、1976年9月25日発売、V-6）

#### リリース名「とんぼ」
- まわり道（B面：気まぐれなあの娘）（キャニオン、1977年4月25日発売、F-201）
- 和！ (ロン) -I GET AROUND-（B面：今夜は踊ろう-DO YOU WANNA DANCE?-）（キャニオン、1977年8月・プロモーション用非売品シングル　PR-14)
- きみまち坂（B面：さよならの前に）（キャニオン、1978年3月25日発売、F-208）
- 冬越え間近（B面：ブレイクダウン）（キャニオン、1978年9月21日発売、F-217）
- 朝 (あした) （B面：風よ今すぐ）（キャニオン、1979年4月21日発売、F-230）
- 遅すぎたラブソング（B面：折鶴）（キャニオン、1980年2月発売、F-255）
- クロスワード・パズル（B面：愛する気持裏がえし）（キャニオン、1980年8月21日発売、F-269）（※フジテレビ系列ドラマ『陽気な逃亡』主題歌）
- フラッシュ・バック（B面：また季節はゆく）（日本コロムビア、1981年6月1日発売、AH-76-AX）
- よろしく サヨナラ（B面：Goodbye Winter）（日本コロムビア、1982年3月1日発売、AH-185-AX）

### アルバム

#### リリース名「とんぼちゃん」
- 貝がらの秘密（キャニオン、1974年11月10日発売、AV-3017）
- とんぼちゃん-もうすぐ20才-（キャニオン、1975年5月10日発売、AV-3022）
- 心はぐれた日から（キャニオン、1975年11月10日発売、AV-3032）
- とんぼちゃんライヴ（キャニオン、1976年5月25日発売、AV-9002）
- 道（キャニオン、1976年10月25日発売、VF-9004）

#### リリース名「とんぼ」
- Tombo（キャニオン、1977年5月25日発売、FF-9002）
- MEMORIES OF SUMMER（キャニオン、1977年8月25日発売、FF-9005）（※ビーチ・ボーイズの日本語訳詞カバー曲集）
- 冬越え（キャニオン、1978年11月21日発売、C25A0008）
- 北景色（キャニオン、1980年2月21日発売、C25A0082）
- フラッシュ・バック（日本コロムビア、1981年6月25日発売、AF-7061-AX）
- よろしく さよなら（日本コロムビア、1982年3月21日発売、AF-7110-AX）
- ありがとう・とんぼ／ラストコンサート（日本コロムビア、1982年8月21日発売、AZ-7145／AZ-7146）

### ベスト・アルバム

#### ミニアルバム
- Tombo BEST SELECT SERIES　（キャニオン、1977年6月発売、DF-1）
（A面：「ひと足遅れの春」「遠い悲しみ」、B面「雨の一日」「貝がらの秘密」の4曲で構成されたコンパクト盤）

#### アルバム
- とんぼちゃんベスト・コレクション　-Dear my Nostalgia-　（ポニーキャニオン、2001年6月25日発売、DMCA-40111）
- とんぼちゃんベストコレクションⅡ　-とんぼ返り-　（ポニーキャニオン、2002年11月20日発売、DMCA-40148　３枚組　３枚目に『とんぼちゃんライヴ』収録）
- とんぼちゃんゴールデン☆ベスト　（ポニーキャニオン、2011年5月18日発売、PCCA-03396）
- 飛んでったとんぼちゃん　1974-1980　オリジナルアルバムBOX　（ポニーキャニオン、2012年9月20日発売、DMCA-40260　８枚組　キャニオン時代に発売された８枚のスタジオアルバム完全収録）
- プラチナムベストとんぼちゃん　（ポニーキャニオン、2017年7月19日発売、PCCA-50281）（※UHQCD）